# Francis Albert Sinatra & Antonio Carlos Jobim
Francis Albert Sinatra & Antônio Carlos Jobim es el quincuagésimo primer álbum de estudio de 1967 de Frank Sinatra y Antônio Carlos Jobim. Las pistas fueron arregladas y conducidas por Claus Ogerman, acompañado de una orquesta de estudio. Junto a las composiciones originales de Jobim, el álbum presenta tres modelos del 'Great American Songbook (Gran Libro de Canciones Americanas), ("Change Partners", "I Concentrate on You", y "Baubles, Bangles and Beads") arregladas en un estilo bossa nova.
Sinatra y Jobim continuaron el álbum con grabaciones para una segunda colaboración, titulada Sinatra-Jobim. Ese álbum estuvo brevemente disponible en formato cartucho de 8 pistas en 1970 antes de ser sacado del mercado a petición de Sinatra, debido a serias consideraciones acerca del potencial en sus ventas. Mucho del material para Sinatra-Jobim fue subsecuentemente incorporado en el álbum de 1971 Sinatra & Company y en la compilación de 1979 Sinatra-Jobim Sessions. En 2010, la discográfica Concord Records lanzó un compendio de todo el trabajo en conjunto de ellos en Sinatra/Jobim: The Complete Reprise Recordings.
En la 10.ª Edición de los Grammy Awards en 1968 Francis Albert Sinatra & Antônio Carlos Jobim fue nominado para el "Grammy Award for Album of the Year" (Grammy al Mejor Álbum del Año), pero perdió ante el Sgt. Pepper's Lonely Hearts Club Band de The Beatles. Sinatra ya había ganado previamente el Grammy al Mejor Álbum dos veces consecutivas, en 1966 y 1967.
Jobim tuvo que esperar a que Sinatra regresara de sus vacaciones en Barbados donde él estaba tomando un mutuamente concedido "descanso" de su matrimonio con Mia Farrow.
El guitarrista Al Viola tocó durante "Change Partners" debido a dificultades que Jobim tenía para interpretarla, a pesar de esto, su nombre no aparece en los créditos del álbum. Los letristas Aloysio de Olivera y Ray Gilbert también estuvieron presentes en las sesiones..
El álbum fue grabado entre el 30 de enero y el 1 de febrero de 1967, en United Western Recorders en Hollywood, Los Ángeles. Luego, durante la tarde de ese 1.º de febrero, Sinatra y su hija, Nancy, grabarían "Somethin' Stupid".

## Lista de Canciones
1. "The Girl from Ipanema" (Antônio Carlos Jobim, Norman Gimbel, Vinícius de Moraes) – 3:00
2. "Dindi" (Ray Gilbert, Jobim, Aloysio de Oliveria) – 3:25
3. "Change Partners" (Irving Berlin) – 2:40
4. "Quiet Nights of Quiet Stars (Corcovado)" (Jobim, Gene Lees) – 2:45
5. "Meditation (Meditação)" (Jobim, Gimbel, Newton Mendonça) – 2:51
6. "If You Never Come to Me (Inútil Paisagem)" (Jobim, Gilbert, de Oliveira) – 2:10
7. "How Insensitive (Insensatez)" (Jobim, Gimbel, de Moraes) – 3:15
8. "I Concentrate on You" (Cole Porter) – 2:32
9. "Baubles, Bangles and Beads" (Robert C. Wright, George Forrest, Alexander Borodin) – 2:32
10. "Once I Loved (O Amor em Paz)" (Jobim, Gilbert, de Moraes) – 2:37
Canciones adicionales lanzadas en la versión remasterizada en CD del 2017:
11. "Sinatra/Jobim Medley" (Quiet Nights of Quiet Stars/Change Partners/I Concentrate on You/The Girl from Ipanema (de "A Man And His Music + Ella + Jobim"))– 6:30 en vivo desde estudio, NBC Studio 2, Burbank, California, 1 - 3 de octubre de 1967
12. "The Girl from Ipanema" – 11:09 grabación de estudio previamente no disponible del 31 de enero de 1967

## Personal
- Frank Sinatra – vocalista
- Antônio Carlos Jobim – piano, guitarra acústica, coros
- Claus Ogerman – arreglista, conductor
- Dom Um Romão – batería
- Al Viola – guitarra eléctrica
- Jose Marino – doble bajo
- John Bryson - fotografía
- Sonny Burke - productor
- Stan Cornyn - notas
- Gregg Geller - productor
- Ray Gilbert - compositor, productor
- Lee Herschberg - masterización digital, ingeniero
- Billy May - trompeta
- Ed Thrasher - dirección artística

## Posicionamiento
| Listas (1967)                    | Posición alcanzada |
| -------------------------------- | ------------------ |
| Estados Unidos (Billboard 200)   | 19                 |
| Estados Unidos (Top Jazz Albums) | 4                  |